# Alex Beckett
Alex Beckett (Carmarthenshire, 1982. június 30. – 2018. április 12.) walesi színész.

## Filmjei
- The Hotel in Amsterdam (2004, tv-film)
- Emmerdale Farm (2006, tv-sorozat, egy epizódban)
- The Scum Also Rises (2007, tv-film)
- The Bill (2008, tv-sorozat, egy epizódban)
- A Child's Christmases in Wales (2009, tv-film)
- The Persuasionists (2010, tv-sorozat, egy epizódban)
- Married Single Other (2010, tv-sorozat, egy epizódban)
- Beautiful Enough (2011, hang)
- Sok hűhó semmiért (Much Ado About Nothing) (2011)
- Twenty Twelve (2011–2012, tv-sorozat, hat epizódban)
- Pusztító páros (A Touch of Cloth) (2012, tv-sorozat, egy epizódban)
- The Job Lot (2014, tv-sorozat, egy epizódban)
- Space Ark (2014, tv-film)
- W1A (2014–2017, tv-sorozat, hét epizódban)
- Cockroaches (2015, tv-sorozat, két epizódban)
- Ifjúság (Youth) (2015)
- A túlélő (Survivor) (2015)
- Lady W botrányos élete (The Scandalous Lady W) (2015, tv-film)
- Top Coppers (2015, tv-sorozat, két epizódban)
- Cuffs (2015, tv-film)
- Ministry of Guilt (2015, rövidfilm)
- Modellek közt (I Live with Models) (2015–2017, tv-sorozat, nyolc epizódban)
- Love, Nina (2016, tv-film)
- The Aliens (2016, tv-sorozat, két epizódban)
- The End of the F***ing World (2017, tv-sorozat, egy epizódban)
- Stath Lets Flats (2018, tv-sorozat, öt epizódban)
- Mária skót királynő (Mary Queen of Scots) (2018)